# Corupție politică

O hartă mondială a nivelului de corupție, măsurat conform Indicelui de Percepție a Corupției 2017 de către Transparency International. Tarile colorate în albastru înregistrează un nivel scăzut de corupție, iar cele în roșu înregistrează un nivel ridicat de corupție.

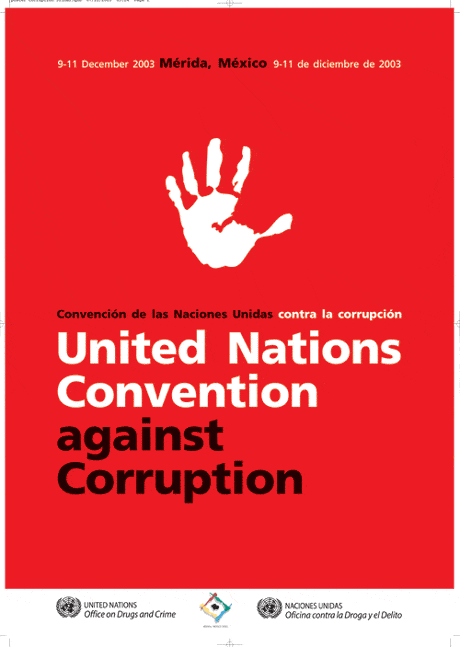
Convenția Națiunilor Unite împotriva corupției

Corupția politică este folosirea puterii publice de către persoane din lumea politică (politicieni, partide politice, aleși, membrii ai guvernului) în scopul de a atrage avantaje ilegale. Un act ilegal de către un funcționar constituie corupție politică numai în cazul în care actul este direct legat de îndatoririle lor oficiale sau implică traficul de influență.
Formele de corupție variază, dar acestea includ mita, șantajul, clientelismul, nepotismul, patronajul, traficul de influență și deturnarea de fonduri. Corupția politică poate facilita activități ilegale precum traficul de droguri, spălarea de bani sau traficul de persoane, deși nu este limitată la aceste activități. Utilizarea abuzivă a puterii guvernamentale în alte scopuri, precum suprimarea oponenților politici sau brutalitatea poliției este, de asemenea, considerata a fi corupție politică.
Activitățile care constituie corupție ilegală diferă în funcție de țară sau jurisdicție. De exemplu, unele practici de finanțare politică pot fi legale într-un loc și ilegale în alt loc. În unele cazuri, oficialii guvernamentali au puteri prea largi sau prost definite, ceea ce face dificilă distincția între acțiunile legale și cele ilegale. La nivel mondial, suma totală de mită oferită este estimată la peste 1 trilion de dolari anual.  Stare de corupție politică nelimitată este cunoscută sub numele de cleptocrație, ceea ce literal înseamna "conducere de către hoți".
Unele forme de corupție - denumită acum "corupție instituțională" - se deosebesc de mită și de alte tipuri de câștiguri personale evidente. O problemă similară a corupției apare în orice instituție care depinde de sprijinul financiar al persoanelor care au interese care pot intra în conflict cu scopul principal al instituției. 
În timp, corupția a fost definită diferit. De exemplu, într-un context simplu, în timp ce lucrați pentru un guvern sau pentru un reprezentant, este neetic să acceptați un cadou. Orice cadou gratuit ar putea fi interpretat ca o schemă pentru ai atrage pe destinatar față de anumite prejudecăți. În majoritatea cazurilor, darul este văzut ca o intenție de a căuta anumite avantaje, cum ar fi promovarea muncii, înclinarea pentru a câștiga un contract, o muncă sau o scutire de la anumite sarcini în cazul unui angajat junior care dă cadou unui angajat senior care poate fi cheie în a câștiga o favoare.

## Tipuri

### Mită
În contextul corupției politice, mita reprezintă o plată oferită unui funcționar guvernamental în schimbul exercitării influenței sau puterii sale oficiale. Mita implică doi participanți: unul care oferă mita și unul care o acceptă. Oricare dintre cei doi poate iniția actul corupt; de exemplu, un funcționar vamal poate cere mită pentru a permite trecerea unor bunuri, sau un contrabandist poate oferi mită pentru a obține trecerea. 
În unele țări, cultura corupției se extinde la toate aspectele vieții publice, făcând extrem de dificil pentru indivizi să funcționeze fără a recurge la mită. În unele țări în curs de dezvoltare, până la jumătate din populație a plătit mită în ultimele 12 luni. Mita poate fi cerută pentru ca un funcționar să facă ceva pentru care este deja plătit sau pentru a ocoli legi și reglementări.
Consiliul Europei distinge între mita activă și mita pasivă, incriminându-le ca infracțiuni separate:
- Mita activă poate fi definită drept „promisiunea, oferirea sau darea de către orice persoană, direct sau indirect, a oricărui avantaj necuvenit unui funcționar public, pentru sine sau pentru altcineva, pentru ca acesta să acționeze sau să se abțină de la a acționa în exercitarea funcțiilor sale” (articolul 2 din Convenția penală asupra corupției)
- Mita pasivă poate fi definită drept „la comiterea cu intenție, solicitarea sau primirea de către un funcționar public, direct sau indirect, a unui avantaj necuvenit, pentru sine sau pentru altcineva, ori acceptarea unei oferte sau promisiuni a unui astfel de avantaj, pentru a acționa sau a se abține de la a acționa în exercitarea funcțiilor sale” (articolul 3 din Convenția penală asupra corupției)

Această distincție urmărește să incrimineze chiar și etapele preliminare ale unui act de corupție (oferirea, promisiunea, solicitarea unui avantaj), transmițând astfel un semnal clar (din perspectivă de politică penală) că mita nu este acceptabilă. În plus, o astfel de separare facilitează urmărirea penală a faptelor de mită, deoarece poate fi foarte dificil de dovedit că cele două părți (dătătorul și primitorul mitei) au căzut formal de acord asupra actului corupt. Adesea nu există un acord formal, ci doar o înțelegere tacită, de exemplu atunci când este de notorietate într-o localitate că pentru a obține o autorizație de construire trebuie plătită o „taxă” decidentului pentru a primi o decizie favorabilă.
„În sensul prezentei convenții, „corupție” înseamnă solicitarea, oferirea, darea sau acceptarea, direct sau indirect, a unei mite sau a oricărui alt avantaj necuvenit ori a perspectivei acestora, care denaturează îndeplinirea corespunzătoare a unei datorii sau a unui comportament așteptat din partea destinatarului mitei, avantajului necuvenit sau perspectivei acestuia.”—Convenția civilă asupra corupției

### Trafic de influență
Traficul de influență se referă la o persoană care își „vinde” influența asupra unui proces decizional pentru beneficiul unui terțe părți (persoană sau instituție). Diferența față de mită constă în faptul că este vorba despre o relație trilaterală. Din punct de vedere juridic, rolul celei de-a treia părți (care este ținta influenței) nu este cu adevărat relevant, deși în unele cazuri aceasta poate fi considerată complice.
Este adesea dificil de trasat o delimitare clară între această formă de corupție și unele forme extreme de lobby reglementat slab, în care, de exemplu, legiuitorii sau factorii de decizie pot „vinde” liber votul lor, puterea de decizie sau influența în favoarea acelor lobbyiști care oferă cea mai mare compensație. Acest lucru este valabil inclusiv în cazurile în care acești lobbyiști acționează în numele unor clienți puternici, cum ar fi grupuri industriale care vor să evite adoptarea unor reglementări considerate prea stricte în domeniul mediului, social sau alte domenii.
Acolo unde activitatea de lobby este (suficient de) reglementată, este posibil să se stabilească criterii de diferențiere și să se considere că traficul de influență implică utilizarea unei influențe necorespunzătoare.

### Patronaj
Patronajul (clientelismul politic) se referă la favorizarea susținătorilor, de exemplu prin angajarea acestora în funcții guvernamentale. Acest lucru poate fi legitim, de exemplu atunci când un guvern nou ales schimbă funcționarii de rang înalt din administrație pentru a-și putea implementa eficient politicile.
Totuși, poate fi considerat o formă de corupție dacă implică numirea unor persoane incompetente ca răsplată pentru sprijinul oferit regimului, în detrimentul unor candidați mai competenți. În regimurile nedemocratice, mulți funcționari guvernamentali sunt adesea aleși pe baza loialității, nu a competenței. Aceștia pot proveni aproape exclusiv dintr-un anumit grup, care sprijină regimul în schimbul acestor favoruri.
O problemă similară poate fi observată și în Europa de Est, de exemplu în România, unde guvernul este adesea acuzat de clientelism: atunci când un nou guvern vine la putere, acesta înlocuiește rapid majoritatea funcționarilor din sectorul public.

### Nepotism și favoritism
Favorizarea rudelor (nepotism) sau a prietenilor personali (favoritismul) ai unui oficial reprezintă o formă de câștig privat nelegitim. Aceasta poate fi combinată cu mita, de exemplu atunci când se cere ca o afacere să angajeze o rudă a unui oficial care controlează reglementările ce afectează respectiva afacere. Cel mai extrem exemplu este atunci când întregul stat este moștenit, cum se întâmplă în Coreea de Nord sau Siria.
O formă mai blândă de favoritism este rețeaua „băieți de gașcă”, în care numirile în funcții oficiale sunt făcute doar dintr-un cerc social închis și exclusivist, cum ar fi foști absolvenți ai unor universități de prestigiu, în loc să fie selectat cel mai competent candidat.
Urmărirea răului față de inamici devine corupție atunci când puterea oficială este folosită în mod ilegitim în acest scop. De exemplu, acuzații inventate sunt adesea aduse împotriva jurnaliștilor sau scriitorilor care abordează subiecte politice sensibile, cum ar fi acceptarea de mită de către un politician.

### Gombeenismul și parohialismul
Gombeenismul se referă la o persoană care este lipsită de onestitate și coruptă în scopul obținerii unor beneficii personale, adesea de natură financiară, în timp ce parohialismul se referă la punerea intereselor locale sau a proiectelor de imagine înaintea interesului național.
De exemplu, în politica irlandeză, numeroase cazuri de corupție în Irlanda au scos la iveală dovezi de mită, nepotism și complicitate, inclusiv cazuri în care politicieni aflați la finalul politice primeau funcții de conducere sau în comitete în cadrul unor companii cu care avuseseră legături.

### Fraudă electorală
Frauda electorală reprezintă interferența ilegală în procesul de alegeri. Actele de fraudă electorală afectează numărarea voturilor pentru a obține un rezultat electoral dorit, fie prin creșterea numărului de voturi pentru candidatul favorizat, fie prin diminuarea voturilor pentru candidații rivali, fie ambele. Prin metodele de fraudă electorală sunt incluse:
- înregistrarea ilegală a alegătorilor,
- intimidarea la secțiile de votare,
- hackingul sistemelor informatice de vot,
- numărarea incorectă a voturilor.

### Deturnare de fonduri
Deturnarea de fonduri reprezintă furtul unor de fonduri încredințate, cum este schema Ponzi. Este considerată politică atunci când implică bani publici furați de un funcționar public pentru a fi folosiți de persoane care nu sunt desemnate de public. Unii deturnatori „iau câte puțin de deasupra”, astfel încât să obțină constant sume mici pe o perioadă îndelungată. Această metodă reduce probabilitatea de a fi prinși. Pe de altă parte, unii deturnatori fură sume foarte mari dintr-o singură dată și apoi dispar. Un tip comun de deturnare este folosirea în scop personal a resurselor guvernamentale încredințate, de exemplu, atunci când un oficial public folosește angajați ai statului pentru a-și renova propria locuință. 

### Comisioanele ilegale
Un comision ilegal este partea unui oficial din fondurile deturnate de la organizația sa către o altă organizație implicată într-o licitație coruptă. De exemplu, să presupunem că un politician decide cum să cheltuie bani publici. El poate acorda un contract unei companii care nu oferă cea mai bună ofertă sau poate aloca mai mulți bani decât merită acea companie. În acest caz, compania beneficiază, iar oficialul primește, în schimbul trădării interesului public, un comision ilegal, care este o parte din suma primită de companie. Această sumă poate reprezenta totalul sau o parte din diferența dintre plata reală (umflată) și prețul pieței care ar fi fost plătit într-o licitație corectă.
Un alt exemplu: un judecător care primește o parte din profiturile unei firme în schimbul unor decizii favorabile. Comisioanele ilegale nu se limitează la oficialii guvernamentali; orice persoană însărcinată să gestioneze bani care nu-i aparțin poate fi vulnerabilă la acest tip de corupție.

### Alianțe necurate
O alianță necurată este o coaliție între grupuri aparent antagonice, creată pentru beneficii ascunse sau de moment. La fel ca patronajul, alianțele necurate nu sunt neapărat ilegale, dar, spre deosebire de patronaj, prin natura lor înșelătoare și prin resursele financiare considerabile, ele pot fi mai periculoase pentru interesul public.

### Implicarea în crimă organizată
Un exemplu ilustrativ de implicare a unor oficiali în crima organizată poate fi găsit în Shanghai în perioada 1920-1930, când Huang Jinrong a fost șef de poliție și, simultan, șef al unei rețele criminalistice ce coopera cu Du Yuesheng, un gangster local. Relația dintre cei doi a susținut fluxul de profituri ce proveneau din jocuri de noroc și prostituție.
Un alt exemplu este guvernul lui Manuel Noriega din Panama, un guvern corupt ce profita de pe urma comerțului ilegal de droguri. Noriega a fost capturat în 1990 de către Statele Unite.

## Condiții favorabile corupției
- Lipsa legislației privind libertatea de informare
- Lipsa investigațiilor jurnalistice în presa locală
- Dispreț sau neglijență față de exercitarea libertății de exprimare și a libertății presei
- Practici contabile slabe, inclusiv lipsa unui management financiar
- Lipsa măsurării corupției
- Paradis fiscal
- Lipsa societății civile și a organizațiilor neguvernamentale care să monitorizeze activitatea guvernului.
- Ignoranță rațională a votantului individual față de politică deoarece fiecare vot are o greutate mică.
- Funcționariat public slab și ritm lent al reformelor.
- Stat de drept slab.
- Profesie juridică slab dezvoltată.
- Lipsa independenței sistemului judiciar.
- Lipsa protecției pentru avertizori de integritate
- Lipsa evaluării comparative a instituțiilor similare, în special cu cele care funcționează eficient.
- Manipularea numerarului direct de către funcționari, în locul plăților electronice sau a ghișeelor dedicate (retragerea nelegitimă din conturi supravegheate este mai greu de ascuns)
- Centralizarea fondurilor publice (principiul subsidiarității)
- Investiții publice mari și nesupravegheate.
- Salarii guvernamentale mai mici decât media populației.
- Necesitatea unor licențe guvernamentale pentru desfășurarea activităților comerciale
- Menținerea pe termen lung a unui funcționar în aceeași poziție poate duce la crearea de relații care favorizează și ascund corupția și favoritismul.
- Campanii electorale costisitoare, cu cheltuieli care depășesc sursele normale de finanțare politică, mai ales când sunt finanțate din bani publici.
- Controlul majorității funcțiilor cheie din guvern de către un singur grup sau familie. Lipsa legilor care interzic sau limitează numărul de membri ai aceleiași familii aflați în funcții publice.
- Interacțiunea crescută cu funcționarii publici crește oportunitățile de corupție.
- Venituri mari și neașteptate obținute din exportul de resurse naturale abundente pot încuraja corupția.
- Războiul și alte forme de conflict se corelează cu prăbușirea securității publice.
- Caste închise și rețele de tip „băieți de gașcă”
- Structură socială centrată pe familie și clanuri, cu o tradiție acceptată a nepotismului și favoritismului.
- O economie de tip „cadou”, cum ar fi sistemul din URSS, caracteristic economiilor comuniste planificate centralizat.
- Nivel scăzut de alfabetizare și educație în rândul populației.
- Discriminare și intimidare frecventă în societate.
- Solidaritate tribală, care favorizează anumite grupuri etnice.
- Lipsa unor legi puternice care interzic ca membrii aceleiași familii să candideze și să dețină funcții publice.

### Dimensiunea sectorului public
Cheltuielile publice extinse și diverse sunt, prin natura lor, expuse riscului de clientelism, comisioane ilegale și deturnare de fonduri. Reglementările complicate și conduita arbitrară, nesupravegheată a funcționarilor agravează problema. Acesta este unul dintre argumentele în favoarea privatizării și dereglementării.
Argumentul că oportunitatea generează inevitabil corupție este slăbit de existența unor țări cu niveluri scăzute sau inexistente de corupție, dar cu sectoare publice mari, cum sunt țările nordice care au reglementări bune și simple și un stat de drept bine consolidat. Prin urmare, datorită lipsei inițiale de corupție, ele pot gestiona sectoare publice extinse fără a induce corupție politică.
Ca și alte activități economice guvernamentale, privatizarea, cum ar fi vânzarea proprietăților deținute de stat, este în mod special expusă riscului de clientelism. Privatizările din Rusia, America Latină, Germania de Est și România au fost însoțite de corupție pe scară largă în timpul vânzării companiilor de stat. Cei cu conexiuni politice au obținut în mod nedrept averi considerabile, ceea ce a discreditat ideea de privatizare în aceste regiuni. Deși presa a relatat pe larg despre corupția majoră care a însoțit aceste vânzări, unele studii au susținut că, pe lângă eficiența operațională crescută, corupția zilnică de tip mărunt este sau ar fi fost mai mare în absența privatizării și că aceasta este mai răspândită în sectoarele neprivatizate.
În Uniunea Europeană, se aplică principiul subsidiarității: un serviciu guvernamental ar trebui să fie furnizat de cea mai joasă și locală autoritate care îl poate oferi competent. Un efect al acestui principiu este că distribuirea fondurilor în mai multe instanțe descurajează deturnările de fonduri, deoarece chiar și sumele mici lipsă vor fi observate. În schimb, într-o autoritate centralizată, chiar și proporțiile minime din fondurile publice pot însemna sume mari de bani.

## Condiții nefavorabile corupției
Averea și puterea pot avea un efect cumulativ asupra corupției politice; totuși, imunitatea față de lege pe care o oferă banii și influența nu se aplică atunci când un individ puternic rănește sau afectează un alt individ la fel de puternic. Un exemplu în care această imunitate a fost încălcată este cazul lui Bernie Madoff, care, deși era el însuși bogat și influent, a furat de la alți indivizi bogați și influenți. Acest lucru a dus în cele din urmă la arestarea sa, în ciuda statutului său.
Nivelul de competitivitate politică poate influența gradul de corupție politică. Creșterea salariilor poate reduce corupția politică în țările cu venituri mici, în timp ce un alt studiu a constatat o creștere a corupției politice atunci când salariile politicienilor sunt mai mari în raport cu salariul mediu din societate. De asemenea, un nivel mai scăzut de corupție politică a fost observat în cazul politicienilor în funcție care candidează pentru realegere.

### Anticorupție
Anticorupție înseamnă opusul corupției, adjectiv format prin alipirea prefixului anti (împotriva, opus, în contra) substantivului feminin corupție (stare de abatere de la moralitate, de la cinste, de la datorie). Conform Dicționarului Explicativ al limbii române, este un adjectiv ce desemnează o acțiune împotriva corupției.
De cele mai multe ori, termenul este folosit cu referire la acțiunea sau acțiunile de prevenire sau combatere a corupției politice.

## În ficțiune
Următoarele sunt exemple de opere de ficțiune care prezintă corupția politică sub diverse forme:
- Revizorul - piesă de teatru din 1836 scrisă de Nikolai Gogol
- Domnul Smith merge la Washington - film din 1939 regizat de Frank Capra
- Ferma animalelor - roman din 1945 de George Orwell
- Harry Potter și Ordinul Phoenix - roman din 2003 de J. K. Rowling
- Harry Potter și Talismanele Morții - roman din 2007 de J. K. Rowling
- Gangster american - film din 2007 regizat de Ridley Scott
- Culisele puterii - serial din perioada 2013-2018 creat de Beau Willimon